# Leptocera ellipsipennis
Leptocera ellipsipennis är en tvåvingeart som beskrevs av Richards 1955. Leptocera ellipsipennis ingår i släktet Leptocera och familjen hoppflugor. Inga underarter finns listade i Catalogue of Life.